# Dżandżawidzi

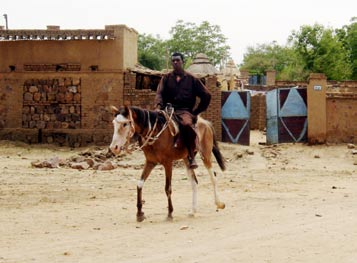
Dżandżawid na koniu.

Dżandżawidzi (ang. Janjaweed, arab. جنجويد Dżandżawīd) – zbrojne milicje muzułmańskie, działające w Darfurze, zachodnim Sudanie i we wschodnim Czadzie. 
W ich skład najczęściej wchodzą arabskojęzyczne ludy afrykańskie (tzw. czarni Arabowie). Dżandżawidzi są oskarżani o masakry na ludności chrześcijańskiej w południowym Sudanie, ocenia się, że mogli doprowadzić do śmierci nawet 200 tys. osób. Oprócz zwykłych morderstw, ich łupem pada również dobytek ofiar, osiedla są często palone, a bydło grabione. Przywódcy dżandżawidów twierdzą, że zbroi ich i szkoli rząd sudański, on też prawdopodobnie wydaje dyspozycje co do działań podejmowanych na południu.
Grupy paramilitarne tworzone przez Dżandżawidów są finansowane przez Unię Europejską w imię polityki imigracyjnej.